# HD 125383
HD 125383，又名CD-42 9235，SAO 224838、HR 5362，是一颗恒星，视星等为5.56，位于銀經319.69，銀緯16.91，其B1900.0坐标为赤經14h 13m 52.7s，赤緯-42° 16.91′ 56″。